# Кладбище по улице Боткина
Первое городское кладбище, более известное как кладбище по улице Боткина или Бо́ткинское кладбище — городское кладбище в Ташкенте, название получило по улице, на которой находится. Создано в 1872 году после завоевания Ташкента Российской империей в связи со строительством европейской части города.
В настоящий момент закрыто для захоронений — осуществляются только подзахоронения родственников в уже существующие могилы.

## История кладбища

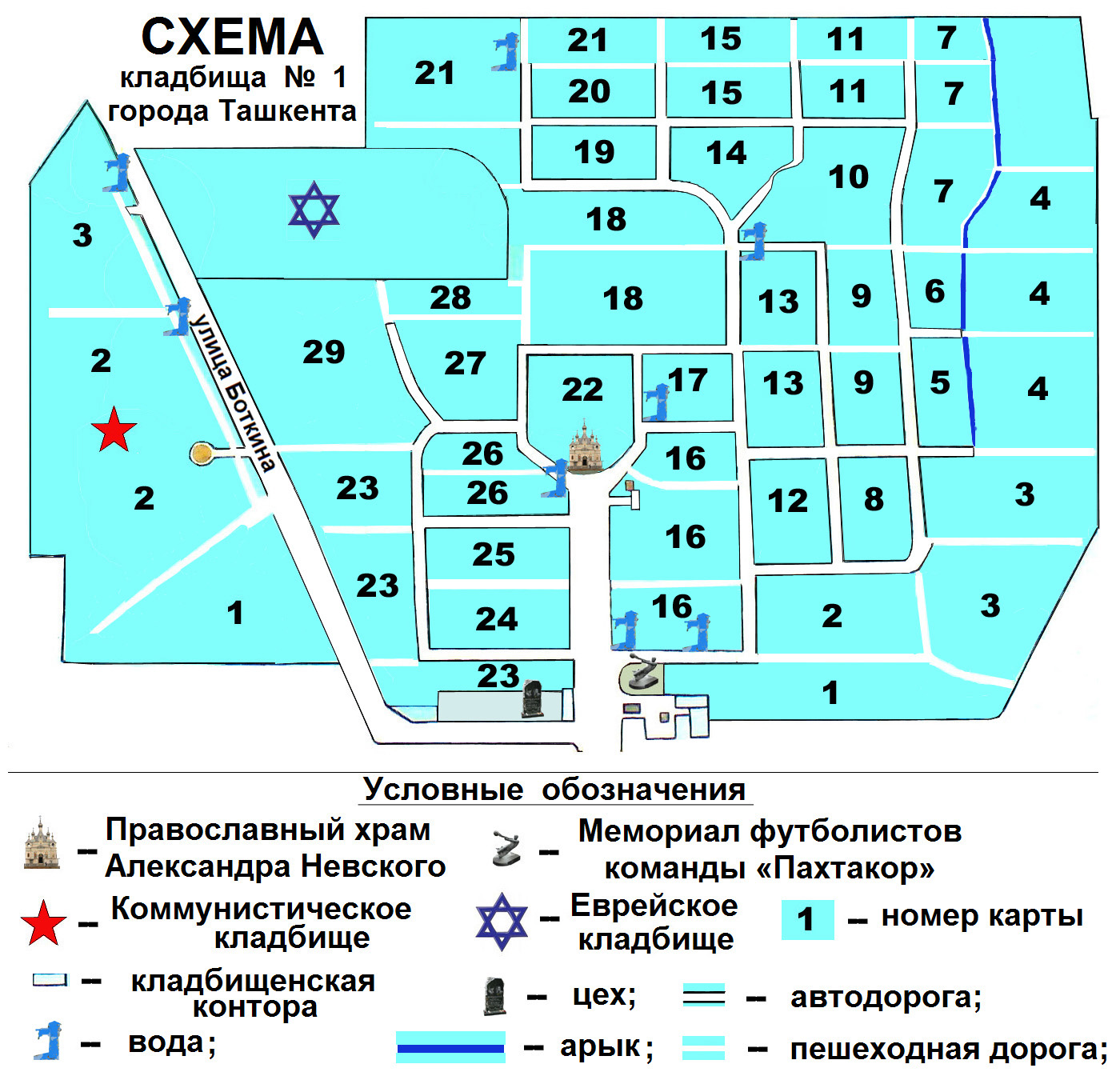
Схема карт захоронений Горкладбища № 1 Ташкента (Боткинского кладбища)

Это кладбище является своеобразным памятником историко-мемориального характера, так как в нём отражена история различных народов в разные периоды истории. На кладбище имеются христианские (русские, украинские, белорусские и прочие общины), иудейские, мусульманские (татары и прочие), а также коммунистические (атеисты) захоронения.
Кладбище, имеющее территорию около 40 га, возникло в 1872 году за пределами городской черты Ташкента того времени на участке, принадлежавшему известному в Ташкенте купцу Николаю Ивановичу Иванову — владельцу винокуренных заводов в Ташкенте, в месте, имевшему название «Дача купца Иванова». Следует заметить, что коммерции советник Н. И. Иванов пользовался особым уважением со стороны пастырей Туркестанской епархии, поскольку в течение 25 лет, прожитых им в крае (он скончался 13 февраля 1906 года), неоднократно жертвовал значительные средства в пользу Русской православной церкви. Его могила расположена вблизи храма Александра Невского. Вместе с тем первым культовым христианским сооружением на территории кладбища является часовня «Всех скорбящих Радость», построенная в начале 70-х гг. XIX века, то есть практически сразу после создания на этой территории кладбища.
Это кладбище возникло после закрытия первого русского некрополя на территории Ташкента, существовавшего с 1866 года по 1872 год рядом с церковью Святого великомученика и целителя Пантелеймона первоначально возникшего, как кладбище при Ташкентском военном госпитале.
Кладбище на улице Боткина было благоустроено, реконструировано и расширено в 1906 году, были посажены деревья.
На кладбище имелись карты для иудейских, католических и протестантских захоронений, в настоящее время практически не сохранившихся.
Отметим, что плотность захоронений на этом кладбище весьма высока. Могильные ограды плотно прилегают друг к другу. В центральной части кладбища в некоторых местах сложились многоярусные захоронения.
Архив кладбища в 1918 году сгорел. Количество захороненных с 1918 года по январь 2009 года составляет примерно 340 тысяч человек. Общая площадь кладбища 40 га.

### Храм Святого Александра Невского
На кладбище находится действующий храм Русской православной церкви московского патриархата — Храм Святого Александра Невского. Это один из трёх храмов, действовавших в Ташкенте в советский период. Торжественная закладка этого храма была произведена 23 ноября 1902, а первый камень, положенный в основание храма, был освящён 6 декабря 1902 года; сам же храм был построен в 1903—1904 годах на средства военного ведомства Туркестанского края.

### Исторические захоронения
На Боткинском кладбище находятся могилы весьма известных в Ташкенте людей:
- видных служителей Ташкентско-Среднеазиатской и Узбекистанской епархии — митрополитов Никандра и Арсения, архиепископа Гавриила, архимандрита Бориса (Холчева) и потомков канонизированного в святые архиепископа Луки (Войно-Ясенецкого),
- матери и сестры А. Ф. Керенского, а также её мужа, известных ташкентских архитекторов — Г. М. Сваричевского и Л. Г. Караша
- генерала А. П. Востросаблина[3],[4], генерал-майора русской армии В. К. Ржепецкого
- могилы других видных деятелей науки и культуры Ташкента — врача и антрополога Л. В. Ошанина, известного востоковеда Н. П. Остроумова, городского главы, доктора исторических наук Н. Г. Малицкого, заслуженных деятелей науки УзССР, докторов медицинских наук, профессоров А. Д. Грекова и А. А. Аковбяна, профессора САГУ математика Н. Н. Назарова, известного русского филолога, лингвиста, автора толкового словаря русского языка Д. Н. Ушакова, известного тюрколога, доктора филологических наук, автора русско-узбекских словарей В. В. Решетова, известного советского геолога, академика А. С. Уклонского, выдающегося селекционера, академика Р. Р. Шредера, известного советского физика, академика С. В. Стародубцева, профессора К. Г. Титова, заслуженного деятеля науки УзССР, профессора Н. А. Романова, писательницы А. В. Алматинской, народной артистки СССР (1969) и Узбекской ССР (1944) Г. Н. Загурской[5], народного артиста Узбекской ССР П. С. Давыдова, Героя Советского Союза Д. Ф. Дрёмина[6], профессора, известного психиатра Ф. Ф. Детенгофа, архитектора и реставратора Б. Н. Засыпкина, известного советского археолога и востоковеда В. А. Шишкина, известного библиографа Н. В. Дмитровского[7],  известного профессора-горняка М. М. Протодьяконова, физика-теоретика, профессора университета В. А. Паздзерского, дочери поэта Сергея Есенина — Татьяны[8], художников В. Е. Кайдалова и Б. В. Пестинского,
- спортсменов В. С. Крестьянникова (на «коммунистическом кладбище»), Е. В. Кондратьева и Э. С. Аванесова, погибших в авиакатастрофе членов футбольной команды «Пахтакор»[9].

На многих могилах на кладбище установлены художественные надгробия работы известных скульпторов. Так над могилой футболистов команды «Пахтакор» сооружён мемориал работы скульптора В. Кливанцова; в 2014 году памятник отремонтирован.

## Коммунистическое кладбище
Рядом через дорогу расположена территория так называемого «коммунистического кладбища» , на котором в советский период осуществлялись захоронения без учёта национальной или конфессиональной принадлежности — выдающихся деятелей науки, искусства, спорта, военных, партийных и государственных деятелей.
Здесь погребены представители разных этнических групп, в том числе и узбеки, например Абдулла Авлони — известный узбекский литератор, педагог и просветитель, но в большинстве случаев европейского происхождения. Кроме русских здесь имеются компактные группы захоронений армян, греков, евреев и др. Но хоронили на этом кладбище не только атеистов (что обычно подразумевалось для людей с коммунистическими убеждениями), но и лиц, по разным причинам так и не определившихся в своей религиозной принадлежности. Здесь, например, покоится прах американцев Оливера Голдена и Сиднея Джексона — заслуженного тренера Узбекистана по боксу.
На территорию коммунистического кладбища с места их первоначального захоронения — в сквере имени Кафанова — перенесён прах 14 Туркестанских комиссаров — видных партийных и государственных деятелей, расстрелянных во время контрреволюционного мятежа в Ташкенте в январе 1919 года.

## Боткинское еврейское кладбище
Участок муниципального ташкентского кладбища № 1 (Боткинского кладбища) находящийся на территории, образованной границами участков № 18, 21, 28 и 29. На этом участке кладбища находится от 3 до 5 тысяч захоронений евреев, живших в Ташкенте, а также эвакуированных в Ташкент из восточных районов СССР во время Великой Отечественной войны и раненных солдат и офицеров советской армии евреев по национальности, скончавшихся от ран в ташкентских госпиталях.
В настоящее время этот участок кладбища давно закрыт для захоронений и находится в сильно запущенном состоянии, так как могилы почти не посещаются из-за того, что родственники похороненных на этом участке кладбища в настоящее время, в основном, проживают далеко за пределами Узбекистана.

## Галерея

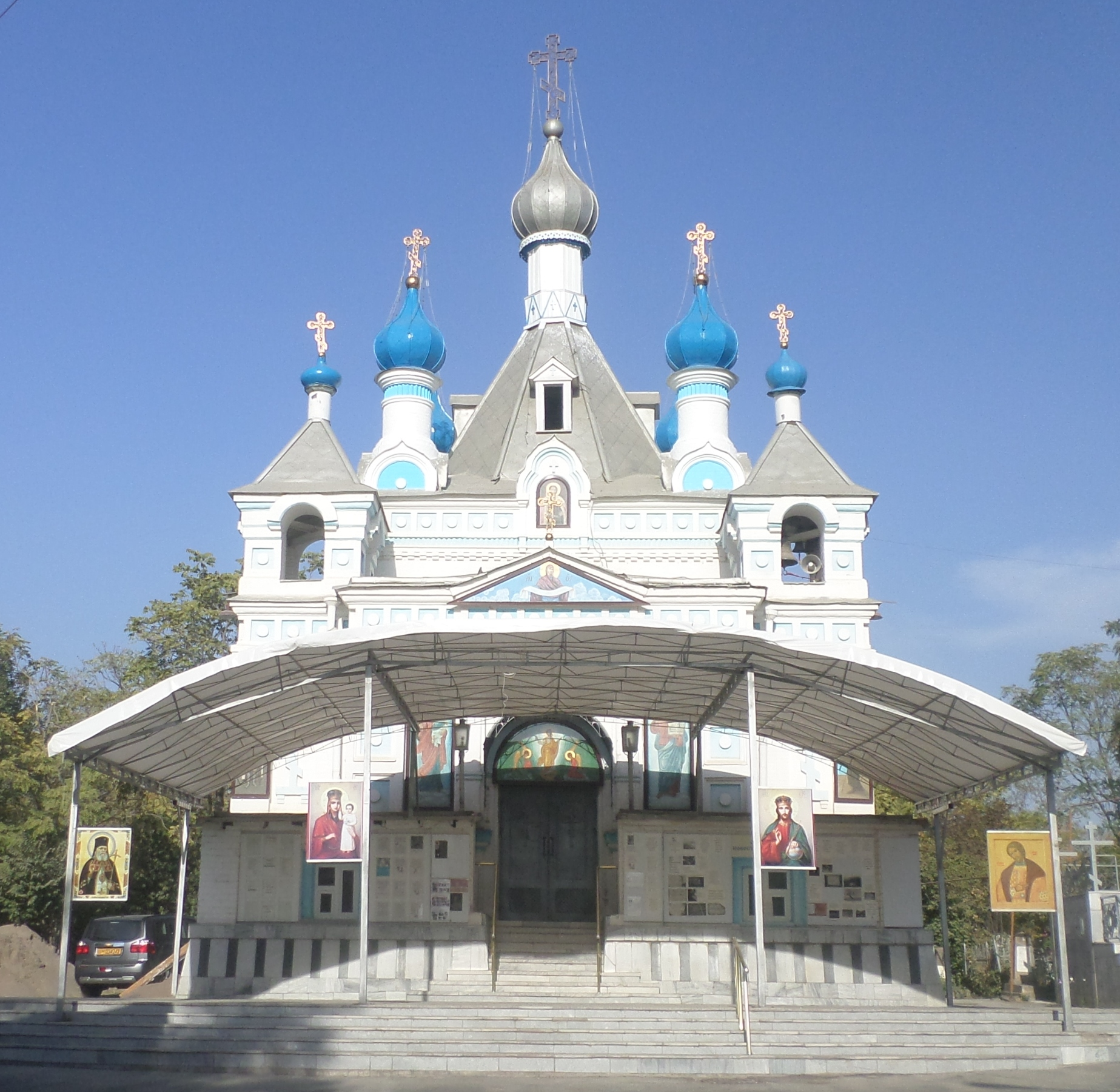
Храм Святого Александра Невского
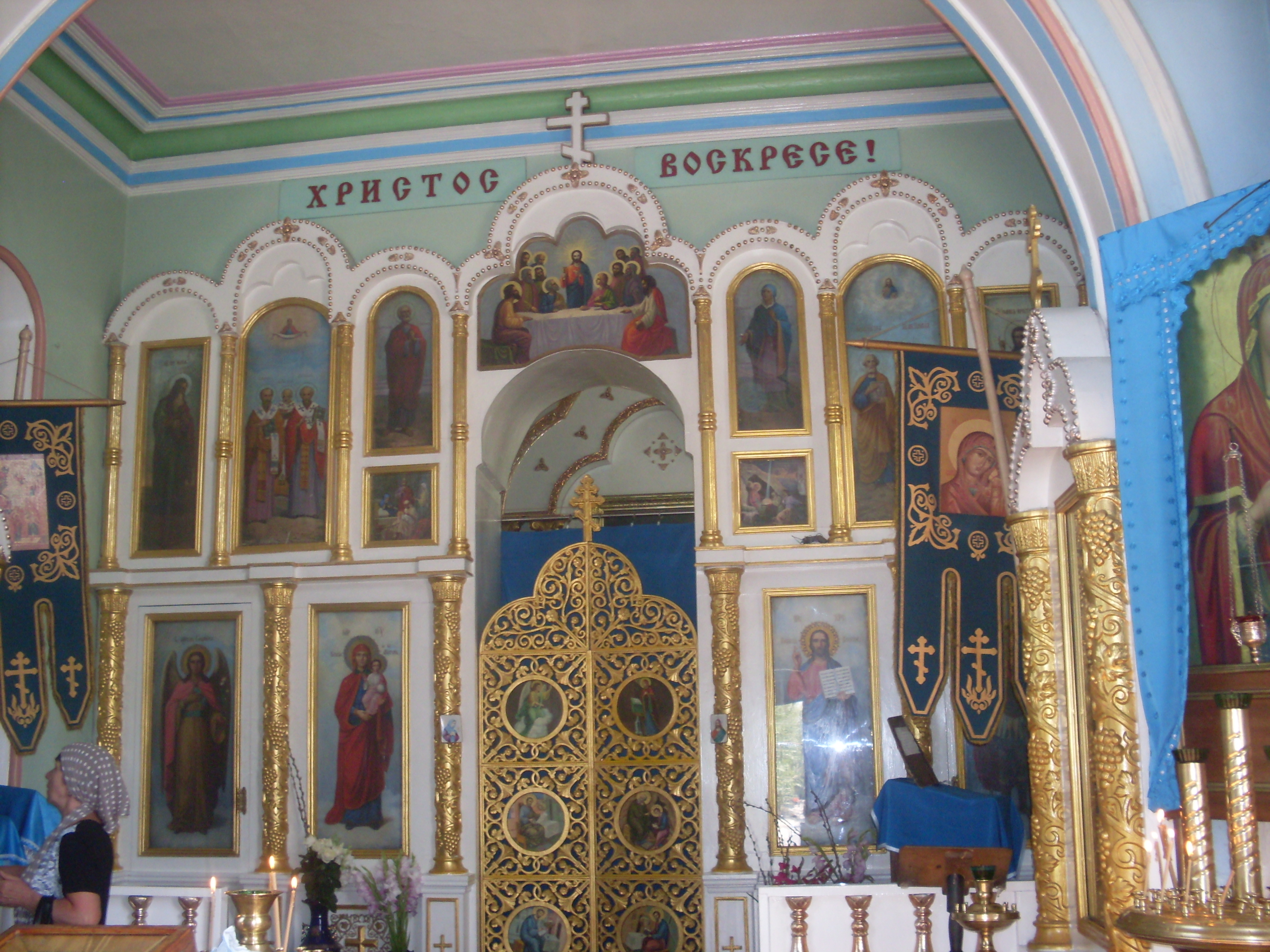
Иконостас храма
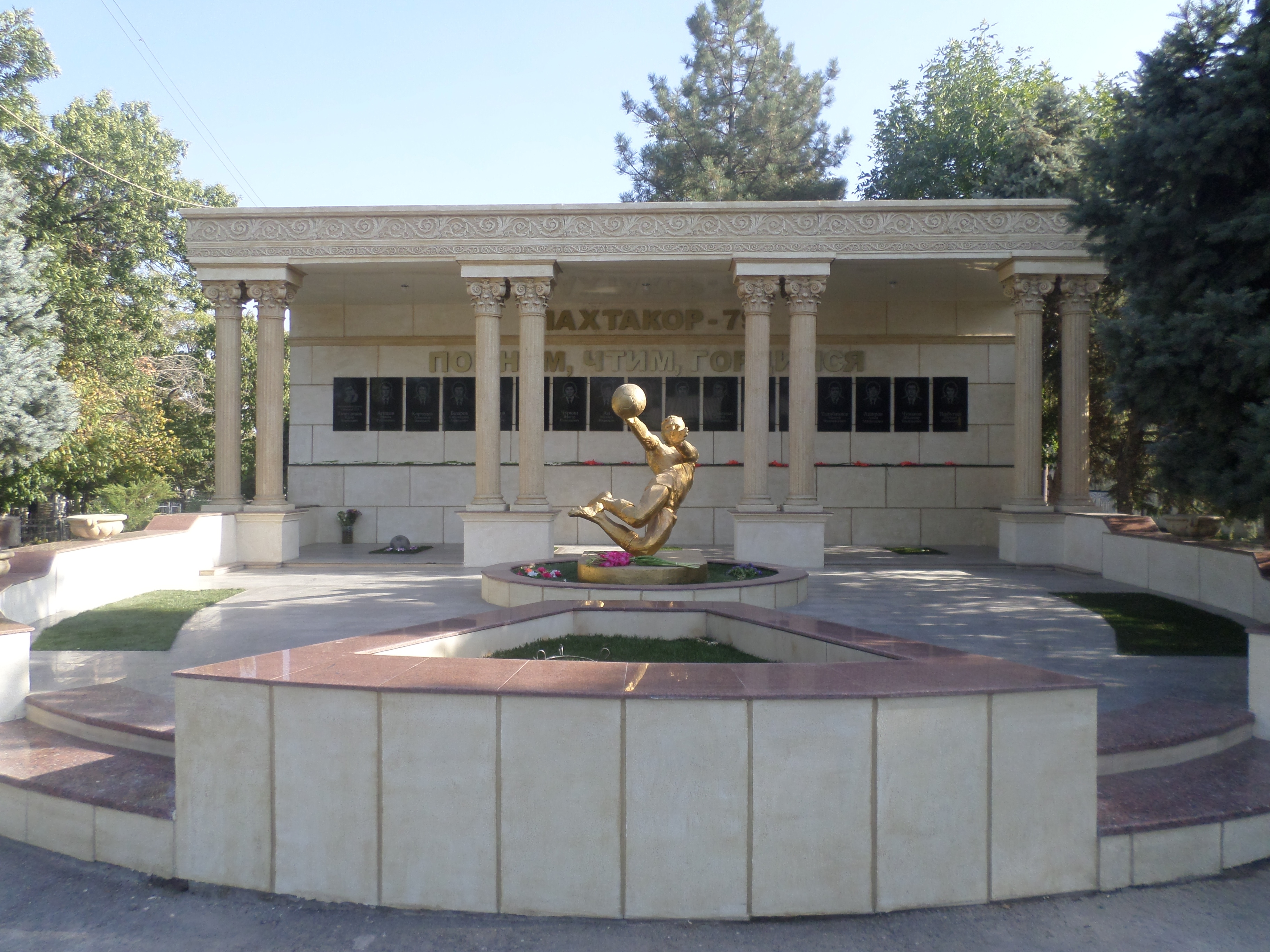
Памятник Футбольной команде «Пахтакор». После реконструкции.